# Bruno Boschung
Bruno Boschung (* 22. Februar 1963 in Wünnewil) ist ein Schweizer Politiker (Die Mitte, vormals CVP). Im Jahr 2017 war er Grossratspräsident des Kantons Freiburg. Er war Nationalratskandidat 2019.

## Leben
Nach der obligatorischen Schulzeit, absolvierte er eine Lehre als Kaufmann bei der Berner Versicherung, heute Allianz SE. Er ist seit 1988 mit Elisabeth Bielmann verheiratet. Aus der Ehe gingen drei Söhne hervor. Boschung arbeitet seit 2008 als Generalagent der Basler Versicherungen für die Region Deutschfreiburg. Er ist Präsident der Schulkommission des Kollegiums St. Michael und nimmt Einsitz im Exekutivrat der katholischen Körperschaft des Kantons Freiburg.

## Politik
Boschung trat 1995 der CVP bei. Von 2006 bis 2012 präsidierte er die Bezirkspartei CVP Sense. 2001 kandidierte er das erste Mal erfolglos für den Grossen Rat. 2004 rutschte er auf den frei gewordenen Listenplatz nach. Daraufhin wurde er 2006, 2011, 2016 und 2021 wiedergewählt. 2011 wurde er zudem als Generalrat der Gemeinde Wünnewil-Flamatt gewählt. 2016 amtete er als Vize-Präsident und 2017 als Präsident des Grossen Rates des Kantons Freiburg. Bruno Boschung kandidierte 2019 für den Nationalrat und erreichte mit 11'034 Stimmen den dritten Listenplatz, nach den zwei gewählten CVP-Nationalrätinnen Christine Bulliard-Marbach und Marie-France Roth Pasquier.